# Pecsics Mária
Pecsics Mária (Budapest, 1973. január 5. –) magyar fotográfus.

## Életpályája
1988–1992 között a Képző- és Iparművészeti Szakközépiskola fotó szakán tanult. 1993–1998 között a Magyar Iparművészeti Egyetem fotó szakos hallgatója volt. 1995–2003 között a Magyar Iparművészeti Egyetem tanár szakán tanult. 1998-tól a Magyar Fotóművészek Szövetségének tagja. 2001 óta kiállító művész. 2004-től az F4 csoport tagja. 2006–2009 között a Moholy-Nagy Művészeti Egyetem DLA képzésén vett részt. 2011 óta a Kaposvári Egyetem adjunktusa. 2014 óta a Média Intézet vezetője. 2014-ben DLA fokozatot szerzett a Moholy-Nagy Művészeti Egyetemen.
Legfontosabb témája az együttélés, az ember és a természetnek nevezett harmónia kölcsönhatásainak bemutatása, vizsgálata.

## Kiállításai

### Egyéni
- 2001-2003, 2009, 2012-2013 Budapest
- 2008 Leányfalu
- 2013-2014 München
- 2015 Kecskemét

### Válogatott, csoportos
- 2003 Kézdivásárhely
- 2004-2006, 2008-2009, 2013 Budapest
- 2007 Róma
- 2014 Szentendre, Esztergom

## Díjai, ösztöndíjai
- Pécsi József Fotográfiai ösztöndíj I. év (1998)
- Pécsi József Fotográfiai ösztöndíj II. év (2007)
- Pécsi József Fotográfiai ösztöndíj III. év (2008)
- Balogh Rudolf-díj (2014)
- 19. Esztergomi Fotográfiai Biennálé – fődíj (2014)
- Budapest Galéria képzőművészeti ösztöndíj (Lisszabon, 2015)